# 鈴蘭
鈴蘭，也稱山谷百合、風鈴草、君影草，是鈴蘭属中的唯一種，味甜，高毒性。原產北半球溫帶，歐、亞及北美洲的均有野生分佈。經典法語歌曲《le temps du muguet》即是指鈴蘭花。

## 形态
鈴蘭是多年生草本植物，株高20－30cm。地下具横生而分枝的根状茎，茎端具肥大的地下芽。叶2－3枚，基部互抱成鞘状，卵圆形或窄卵圆形，具弧形叶脉，有光泽。偏向一侧的总状花序，高15－20cm，夏季开钟状白色花，小花约10朵，径约8mm，下垂并具芳香。果实为浆果，熟时红色，直径5－7毫米，其中包含数个较大的淡白或淡褐色种子，种子干燥，珠状，清澈半透明，宽1－3毫米。

## 分类
铃兰共分为3个变种，而部分植物学家认为这3个变种应该成为独立的物种：
- Convallaria majalis var. keiskei：分布于中国东北地区和日本，有红色的果实和铃形的花朵。[3][1]（現在廣泛記爲Convallaria keiskei）
- Convallaria majalis var. majalis：分布于欧亚大陆，花上有白色中脉。
- Convallaria majalis var. montana：分布于美国，花上有淡绿色中脉。

### 栽培品种
铃兰有许多栽培品种。
- Convallaria majalis 'rosea'：花朵为粉红色，有时记为Convallaria majalis var. rosea。[3]

## 象征
- 铃兰在法国是“拥有幸福”的象征。因其在每年的4月到5月间开放，所以在每年的5月1日，法国人有互赠铃兰互相祝愿一年幸福的习俗，获赠人通常将花挂在房间里保存全年，象征幸福永驻，比利时、荷兰、瑞士和安道尔等也有同样的习俗。有人认为只有一株刚好13朵小花的铃兰才会带来好运。
- 法国民间习俗“铃兰婚礼”上常常可以看到这种花，象征结婚13年。
- 铃兰的花语为“幸福的回归”，也有一個較為具貶意的花語：“忌妒”。
- 自1967年，其成为芬兰国花[4]。

## 毒性

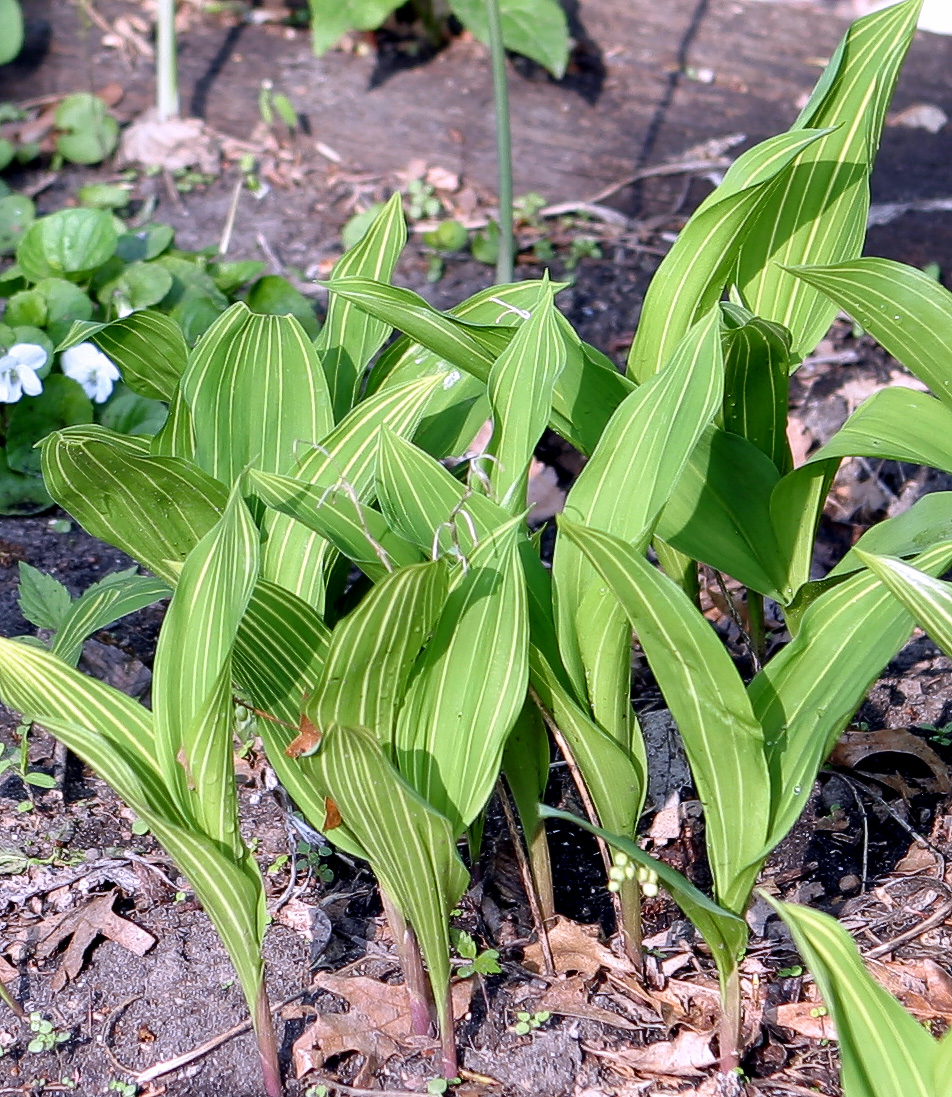
早春的斑叶栽培种

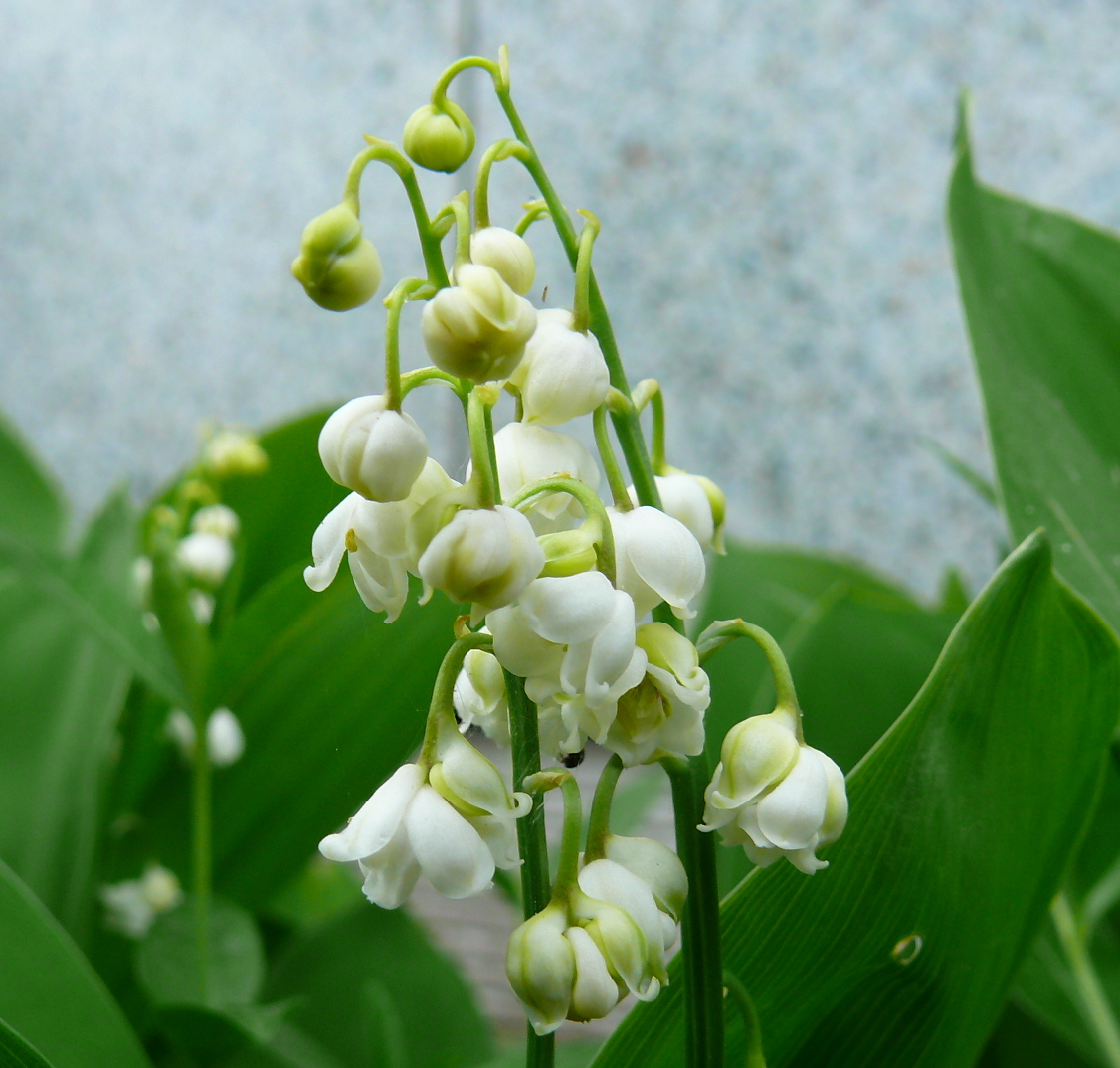
重瓣铃兰

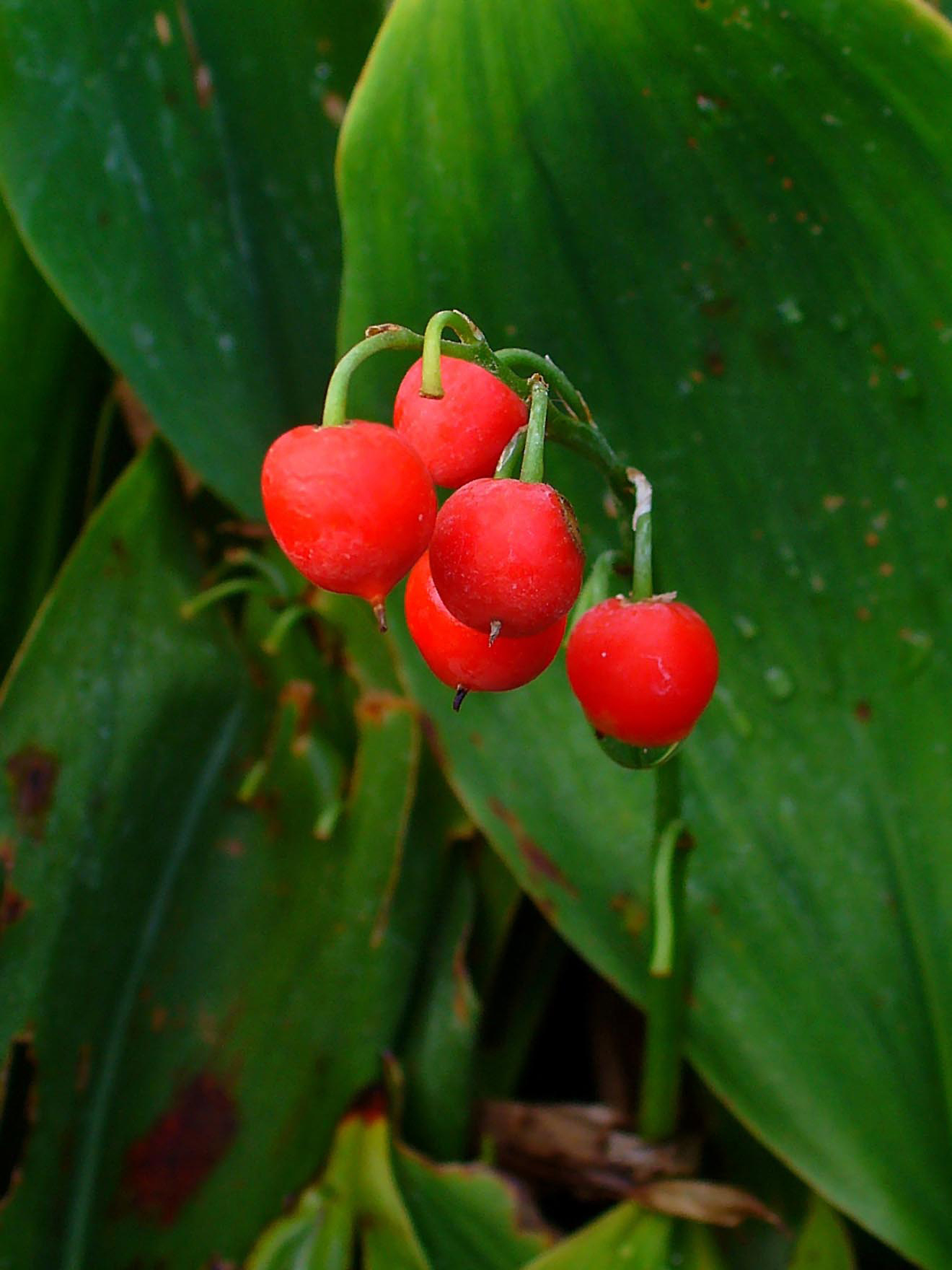
红色果实

鈴蘭含有强心苷类有毒物質铃兰毒苷（Convallatoxin）、铃兰苦苷（Convallamarin）和铃兰糖苷（Convalloside）等，全草有毒，花、根毒性比較強。
部分人服用其乾品或製劑，造成噁心、嘔吐、流涎、腹瀉等症狀，亦可能出現頭暈、頭痛、心律不整、心衰竭等病症。
鈴蘭全株及果实均有剧毒，目前在铃兰中已发现大概38种不同的强心苷类毒素，包括：
- 铃兰苷（convallarin）
- 铃兰苦苷（convallamarin）
- 铃兰毒苷（convallatoxin）
- convallotoxoloside
- 铃兰毒原苷（convalloside）
- 新铃兰毒原苷（neoconvalloside）
- 葡萄糖铃兰毒原苷（glucoconvalloside）
- 铃兰种苷（majaloside）
- convallatoxon
- 铃兰总苷（corglycon）
- 卡诺醇-3-O-α-L-鼠李糖苷（cannogenol-3-O-α-L-rhamnoside）
- 卡诺醇-3-O-β-D-甲基阿洛糖苷（cannogenol-3-O-β-D-allomethyloside）
- 卡诺醇-3-O-6-脱氧-β-D-阿洛糖苷-β-D-葡萄糖苷（cannogenol-3-O-6-deoxy-β-D-allosido-β-D-glucoside）
- 卡诺醇-3-O-6-脱氧-β-D-阿洛糖苷-α-L-鼠李糖苷（cannogenol-3-O-6-deoxy-β-D-allosido-α-L-rhamnoside）
- 毒毛旋花子苷元-3-O-6-脱氧-β-D-阿洛糖苷-α-L-鼠李糖苷（strophanthidin-3-O-6-deoxy-β-D-allosido-α-L-rhamnoside）
- 毒毛旋花子苷元-3-O-6-脱氧-β-D-阿洛糖苷-α-L-阿拉伯糖苷（strophanthidin-3-O-6-deoxy-β-D-allosido-α-L-arabinoside）
- 毒毛旋花子苷元-3-O-α-L-鼠李糖苷-2-β-D-葡萄糖苷（strophanthidin-3-O-α-L-rhamnosido-2-β-D-glucoside）
- 沙门苷元-3-O-6-脱氧-β-D-阿洛糖苷-α-L-鼠李糖苷（sarmentogenin-3-O-6-deoxy-β-D-allosido-α-L-rhamnoside）
- 沙门苷元-3-O-6-脱氧-β-D-古洛糖苷（sarmentogenin-3-O-6-deoxy-β-D-guloside）
- 19-羟基沙门苷元-3-O-α-L-鼠李糖苷（19-hydroxy-sarmentogenin-3-O-α-L-rhamnoside）
- 19-羟基沙门苷元（19-hydroxy-sarmentogenin）
- 阿拉伯糖苷-6-脱氧阿洛糖（arabinosido-6-deoxyallose）
- locundioside

铃兰亦含有皂苷。虽然铃兰的毒性可以致死，但在民间医学中仍会适量使用。

## 传说
- 在森林守护神圣雷欧纳德死亡的土地上，开出了白色又具有香味的铃兰。铃兰绽放在那块冰凉的土地上，就是圣雷欧纳德的化身。
- 铃兰是聖母瑪利亞哀悼基督的眼淚變成的，把铃兰稱為「Our Lady's Tears」即聖母之淚，很多人也譯為女人的眼淚。
- 烏克兰傳說：很久以前有一位美麗的姑娘，痴心等待遠征的愛人，思念的淚水滴落在林間草地，變成芳馨四溢的铃兰。
- 铃兰是白雪公主斷了的珍珠項鏈灑落的珠子，還有人說那是7個小矮人的小小燈籠。
- 一個叫「琅得什」（意为铃兰）的少年，為了他的愛人「維絲娜」（意为春天）離他而去而傷心欲絕，少年的淚水變成了白色的花朵，而少年破碎的心流出的鮮血變成了鈴蘭豔紅的漿果。

## 图集

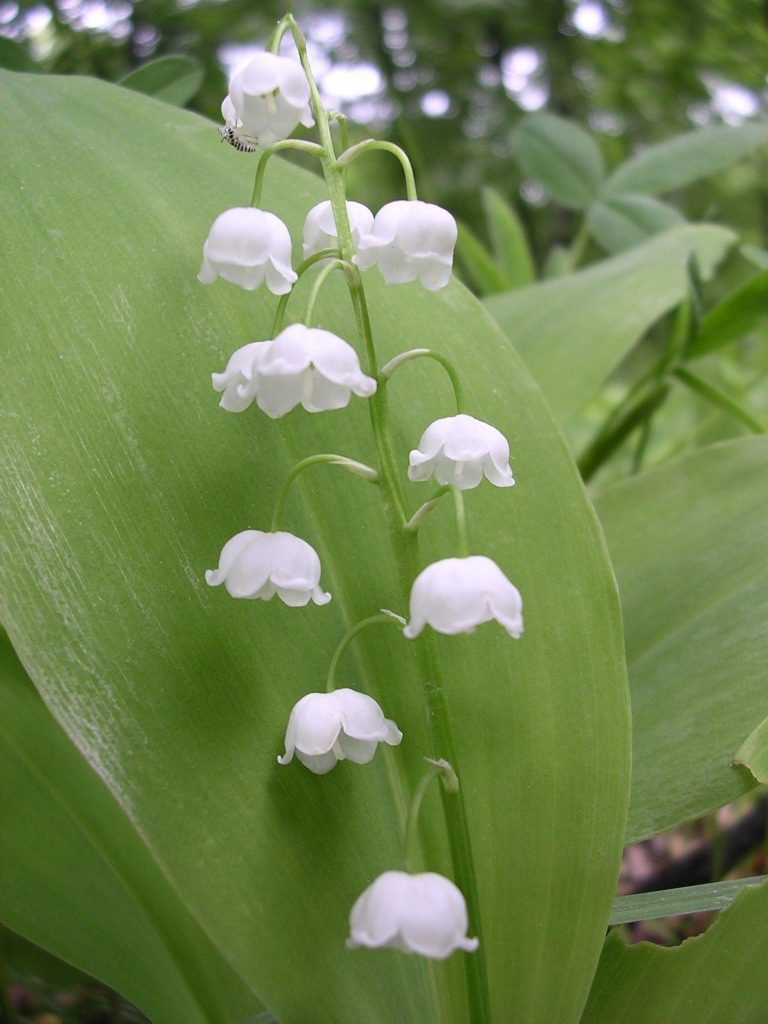
鈴蘭
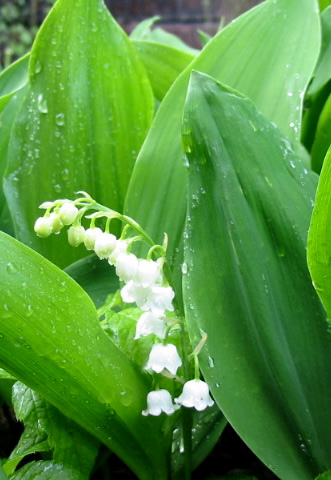
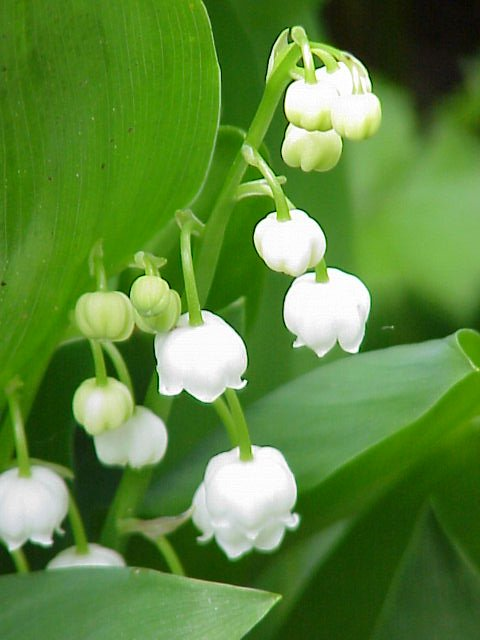
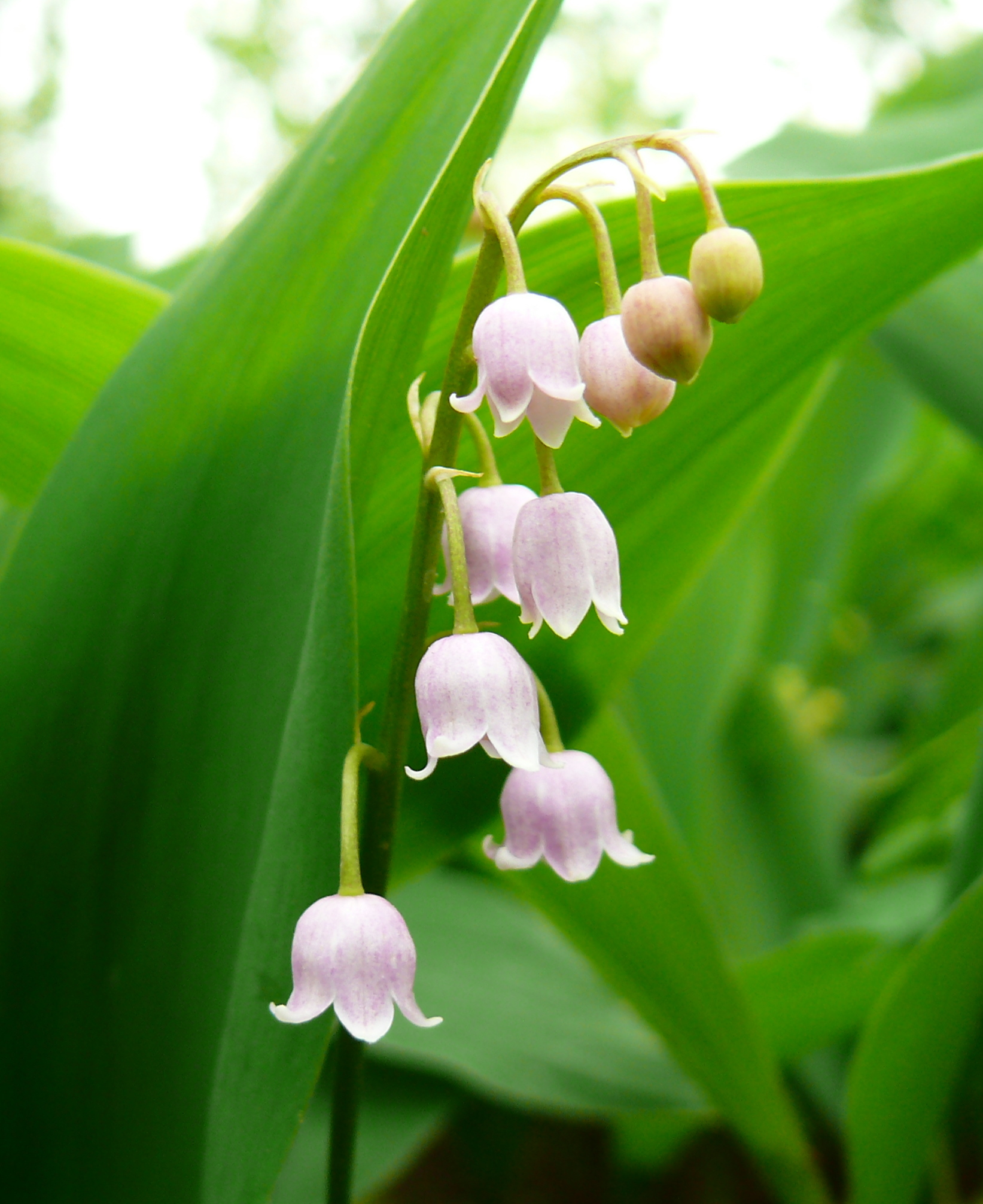
淡粉色铃兰
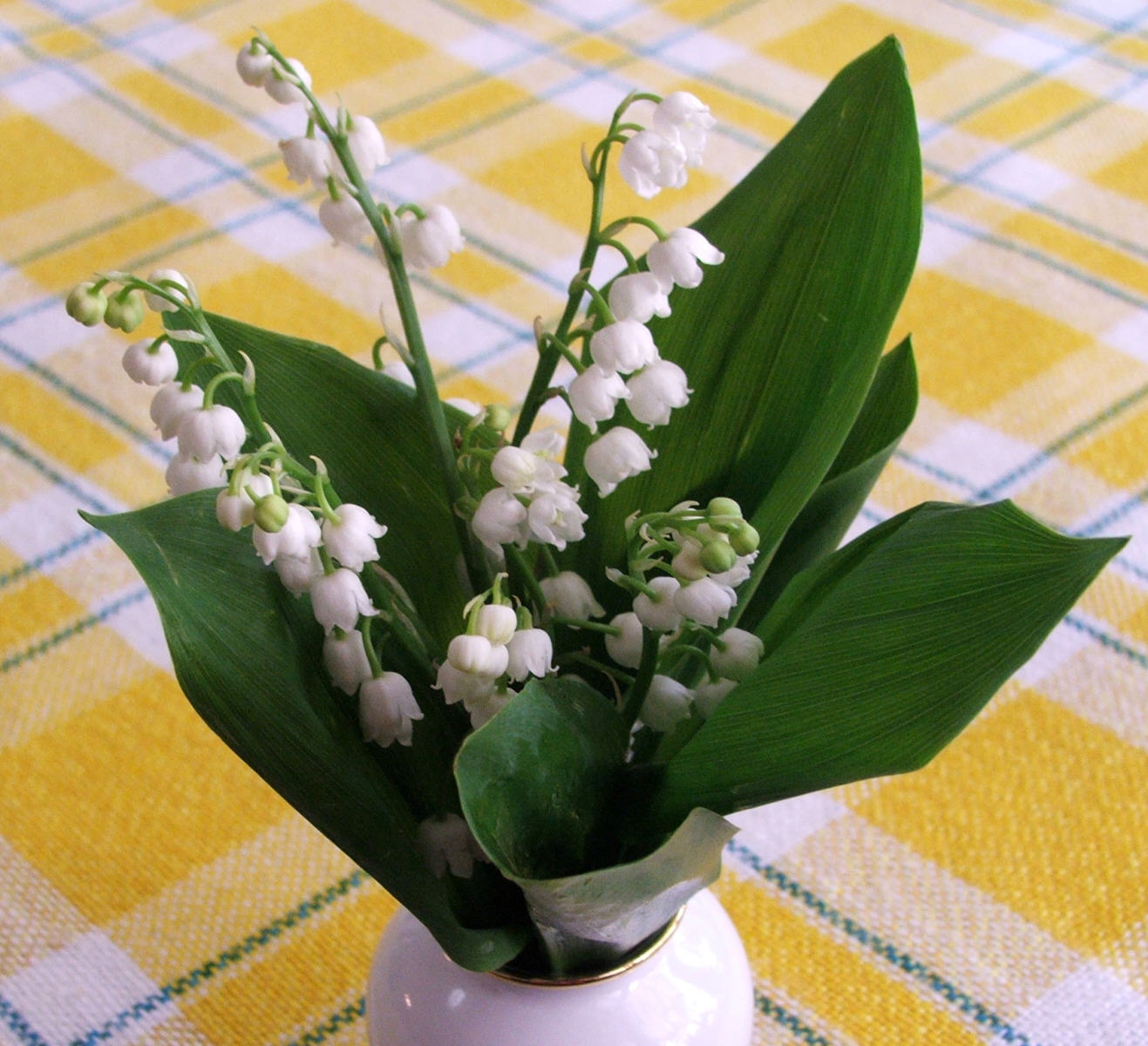
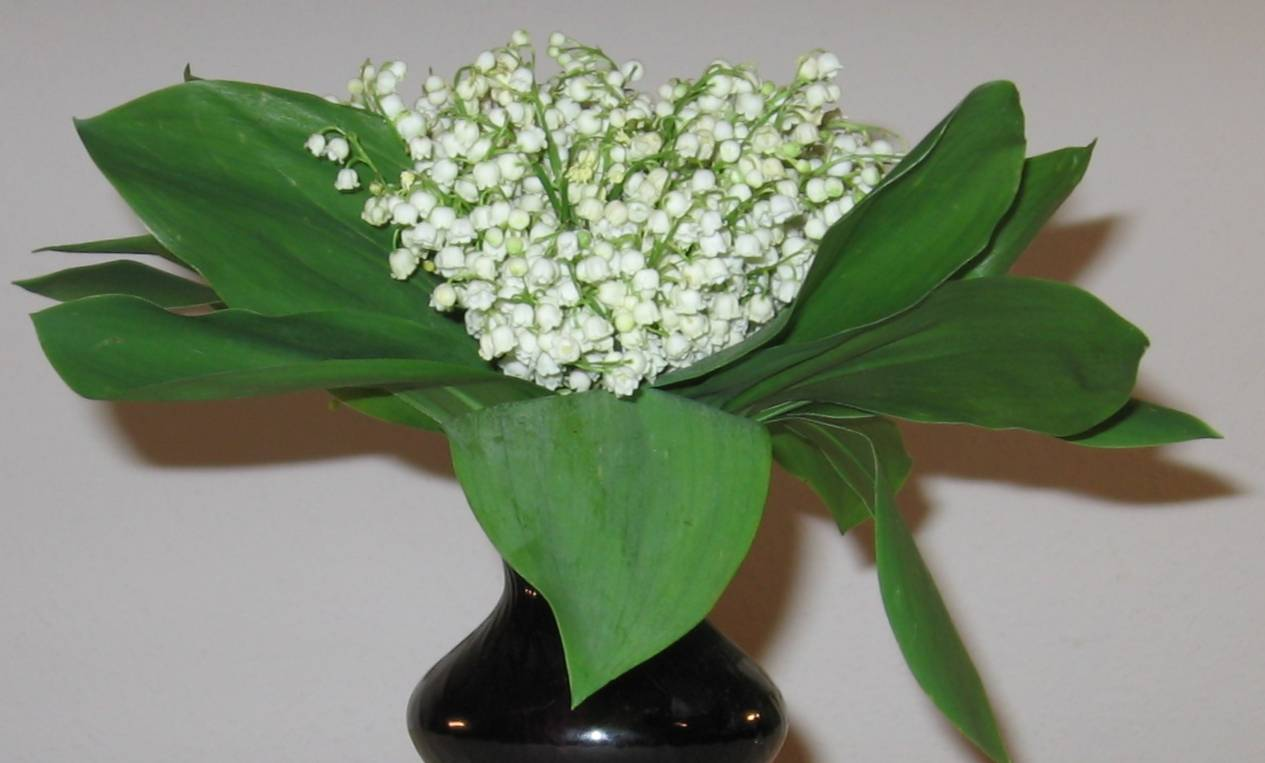
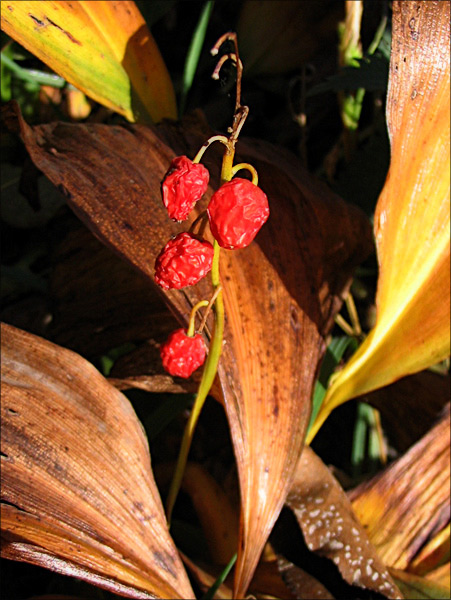
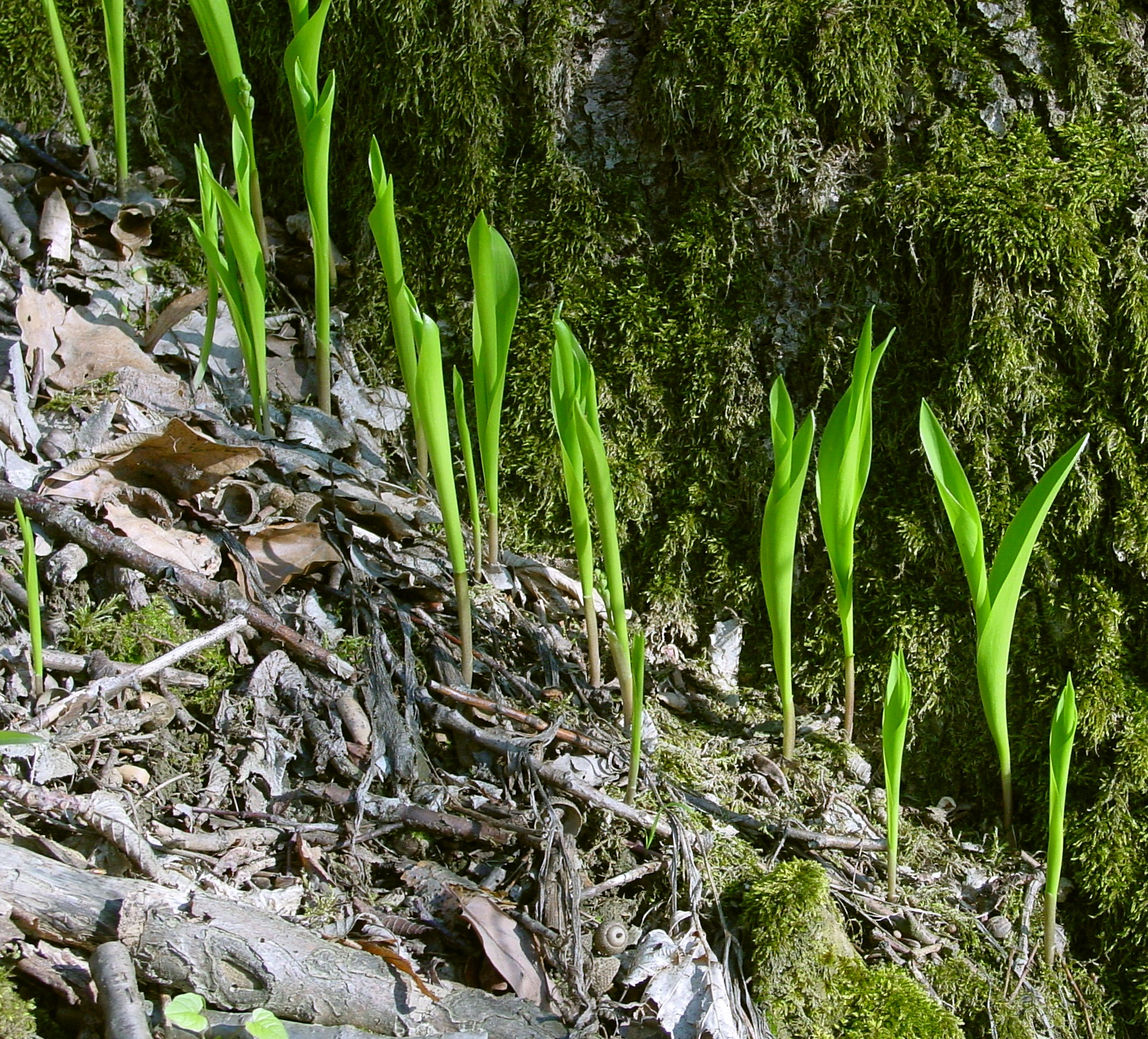
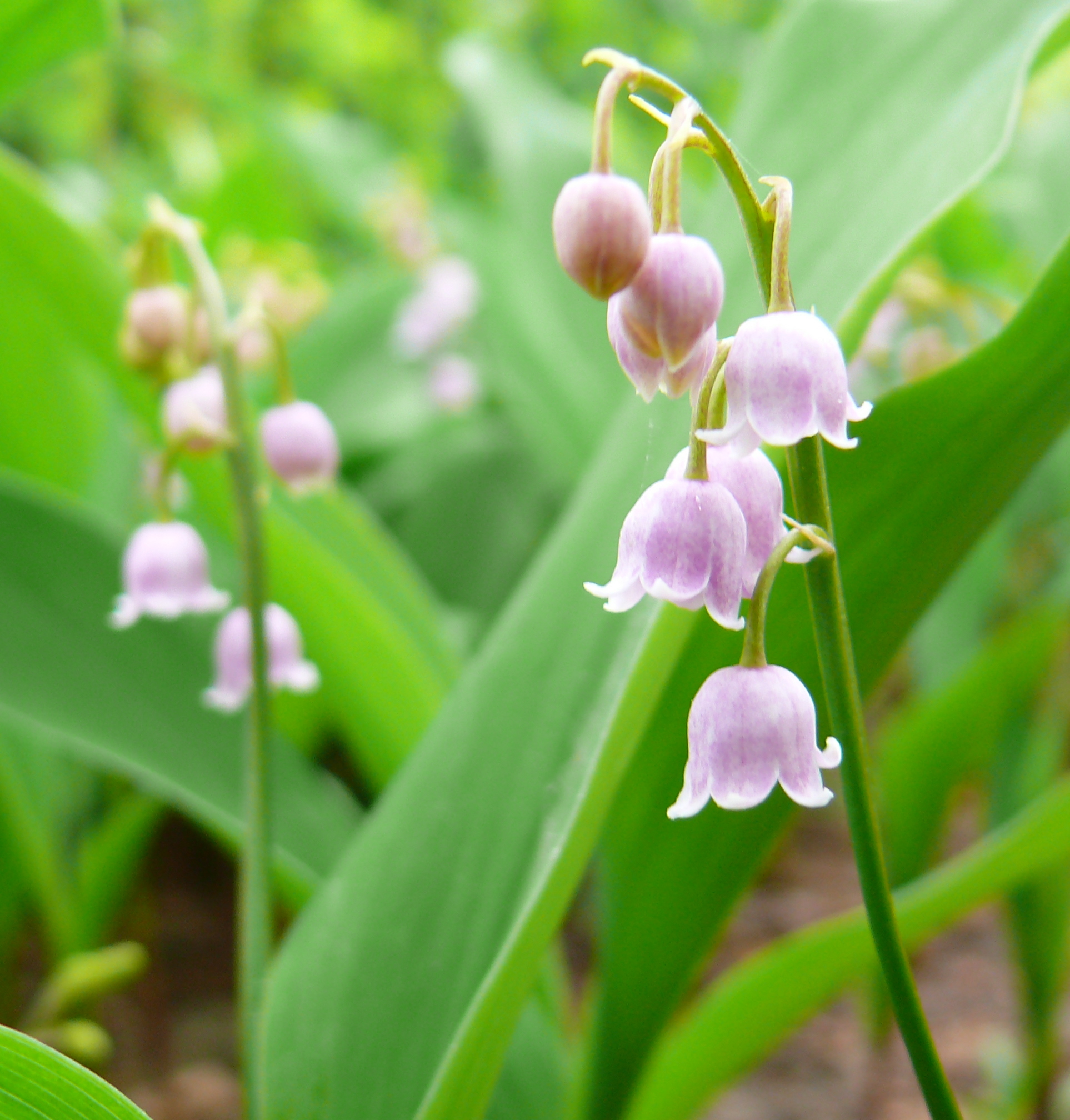
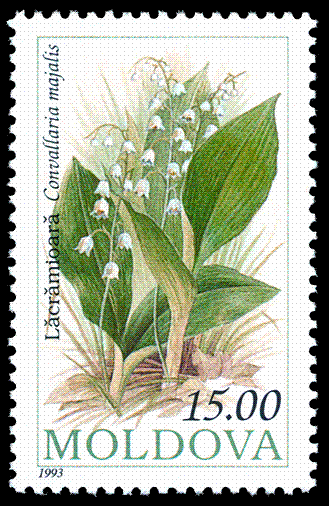
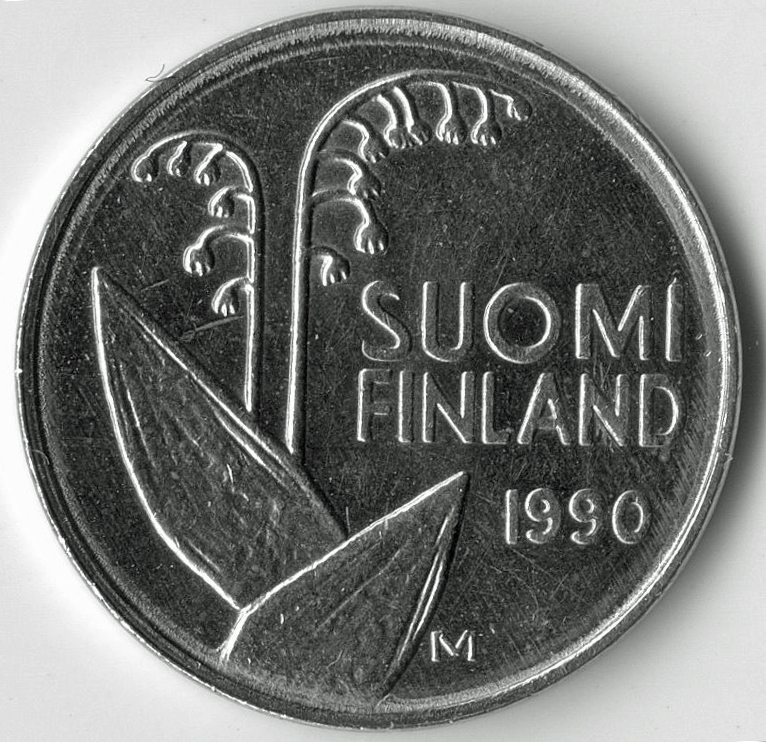
1990年芬兰盆尼硬币上的铃兰

## 外部連結
- （繁體中文）（英文） 鈴蘭, Linglan （页面存档备份，存于） 藥用植物圖像數據庫 (香港浸會大學中醫藥學院)